# Arcidiecéze Rio de Janeiro
Arcidiecéze Rio de Janeiro, přesně Arcidiecéze São Sebastião do Rio de Janeiro (lat. Archidioecesis Sancti Sebastiani Fluminis Ianuarii) je římskokatolická arcidiecéze v Brazílii se sídlem v Riu de Janeiro a zahrnuje teritorium tohoto města. Biskupským sídelním kostelem je Katedrála svatého Šebestiána v Riu de Janeiro. Od roku 2009 je vedena arcibiskupem Oranim Joãem Tempestou.

## Stručná historie

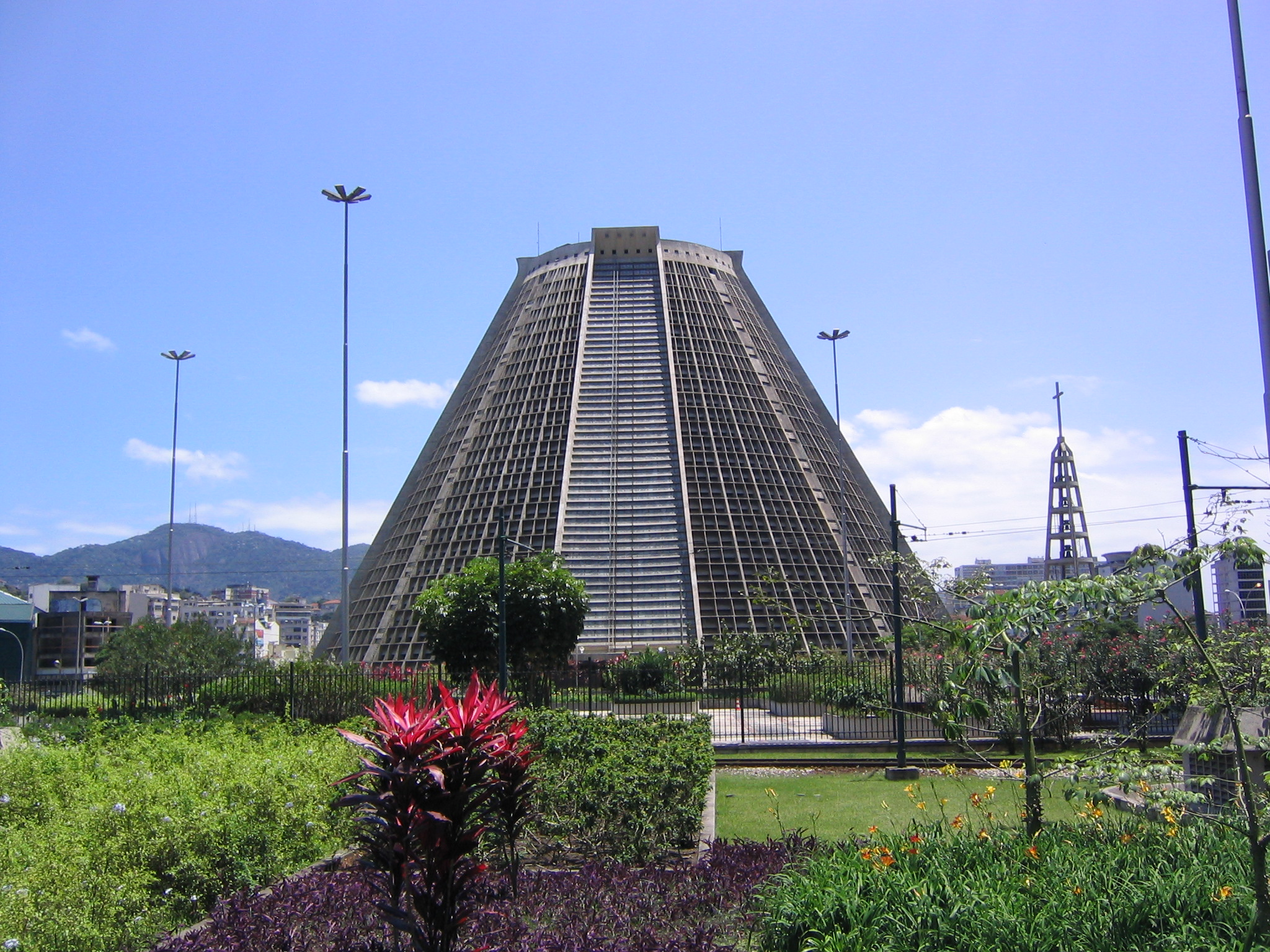
Nová katedrála sv. Šebestiána v Riu de Janeiro, postavená v letech 1964-1979 podle návrhu architekta Edgara de Oliveira de Fonseca.

Papež Řehoř XIII. vydal dne 19. července 1575 bulu In supereminenti militantis Ecclesiae, kterou z tehdejší diecéze São Salvador da Bahia vyčlenil územní prelaturu São Sebastião do Rio de Janeiro, která byla původně sufragánní vůči lisabonskému patriarchátu.
Papež Inocenc XI. ji povýšil bulou Romani Pontificis z 16. listopadu 1676 na diecézi a podřídil ji Arcidiecézi São Salvador da Bahia.
Na metropolitní arcidiecézi ji povýšil papež Lev XIII. bulou Ad universas orbis Ecclesias z 27. dubna 1892.
Arcibiskup Joaquim Arcoverde de Albuquerque Cavalcanti se v roce 1905 stal prvním brazilským kardinálem a do změn během pontifikátu papeže Františka bývali zdejší arcibiskupové často jmenováni také kardinály.

## Současnost
V diecézi má sídlo Papežská katolická univerzita Rio de Janeiro. Známou náboženskou památkou je Socha Krista Spasitele.